# 東崗駅
東崗駅（とうこうえき）は中華人民共和国甘粛省蘭州市城関区に位置する蘭州軌道交通1号線の駅である。

## 歴史
- 2019年6月23日：1号線の駅として開業[1]。

## 隣の駅
蘭州軌道交通
■1号線
焦家湾駅 - 東崗駅